# Sh2-261
Sh2-261, nota talvolta anche come Nebulosa di Lower, è una nebulosa a emissione visibile nella costellazione di Orione.
Si individua nella parte più settentrionale della costellazione, circa 6° ad ovest di Alhena (γ Geminorum); è visibile con facilità nelle foto a lunga posa riprese anche con strumenti amatoriali di media potenza. Giace sulla scia chiara della Via Lattea in opposizione al centro galattico ed è circondata da ricchi campi stellari di fondo. Il periodo migliore per la sua osservazione nel cielo serale ricade nei mesi compresi fra gennaio e maggio, e sebbene si trovi nell'emisfero celeste boreale, può essere osservata da tutte le aree popolate della Terra.
Si tratta di una regione H II situata sul bordo più esterno del Braccio di Orione, al limite della regione galattica compresa fra questo e il Braccio di Perseo; si trova sulla linea di vista della parte più meridionale dell'associazione Gemini OB1. Una delle stelle responsabili della ionizzazione dei gas della regione sarebbe la stella blu HD 41997, una stella fuggitiva di classe spettrale O7.5V; a questa si aggiungono altre stelle, fra le quali la stella azzurra BD+15°1079, di classe B0. Questa stella è stata indicata talvolta come di classe O7, spostando così la distanza della nebulosa fino a 2000 parsec a causa dell'aumento della discrepanza fra magnitudine assoluta, evidentemente più luminosa in una stella di classe O, e magnitudine apparente; tramite l'analisi delle altre stelle ionizzatrici è stata invece calcolata una distanza di circa 1000 parsec (3260 anni luce), che sembra essere più attendibile, data anche la rideterminazione della stella BD+15°1079 come appartenente alla classe B0.